# Stanisław Wiśniewski (malarz)

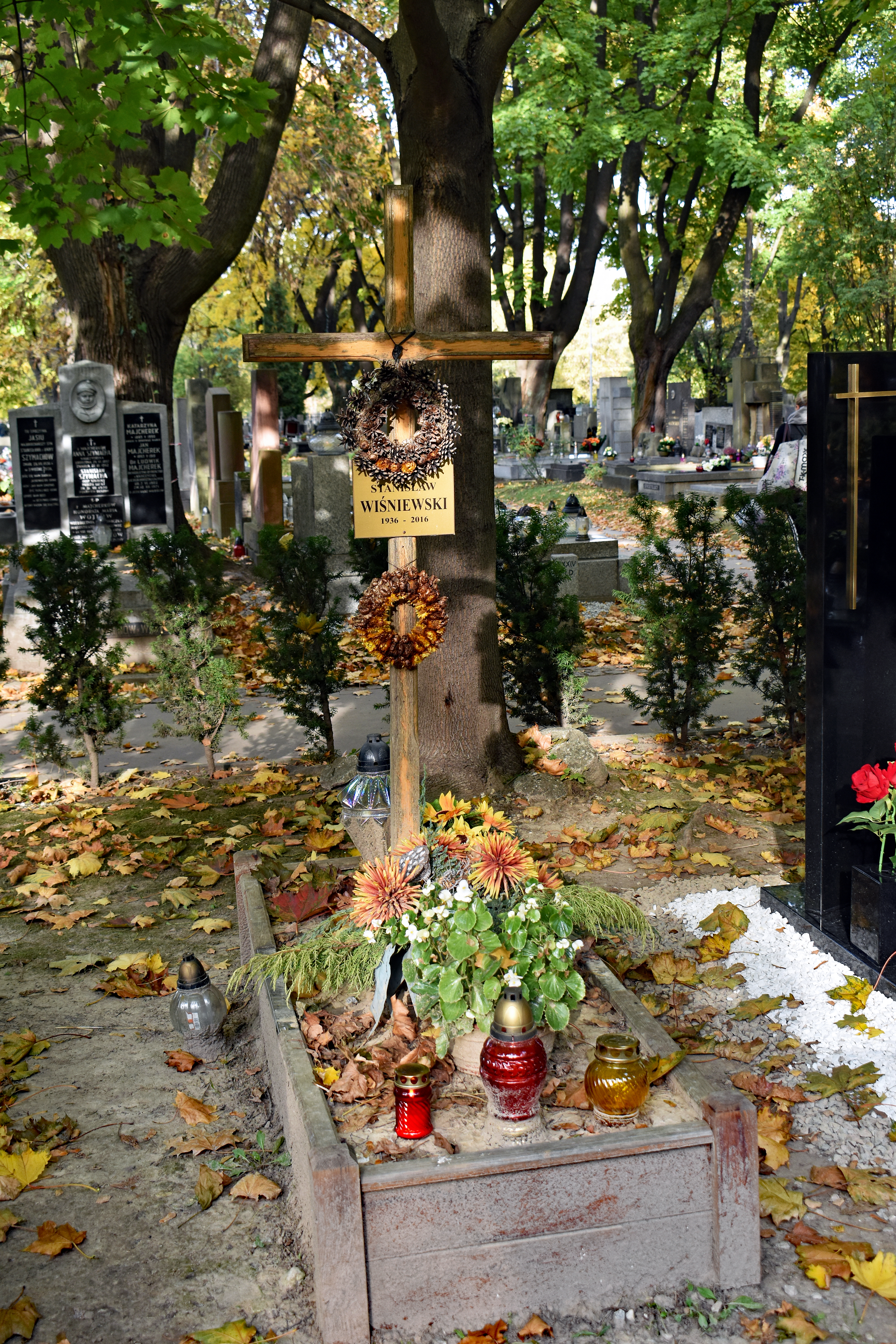
Grób Stanisława Wiśniewskiego na cmentarzu Rakowickim

Stanisław Wiśniewski (ur. 2 kwietnia 1936, zm. 24 marca 2016) – polski malarz, profesor sztuk pięknych, członek Stowarzyszenia "Kuźnica".

## Życiorys
Początkowo uczył się w Szkole Morskiej w Gdyni a po jej rozwiązaniu w 1949 ukończył Liceum Plastyczne w Sędziszowie Małopolskim. Ukończył studia na Akademii Sztuk Pięknych, będąc uczniem Zbigniewa Pronaszki i Zygmunta Radnickiego. Swoje prace prezentował na licznych wystawach w kraju i za granicą. Był też wykładowcą Wydziału Konserwacji i Restauracji Dzieł Sztuki Akademii Sztuk Pięknych. Stworzył i kierował krakowską Galerią "Arkady". Kolekcjonował również dawną broń i militaria. W 1965 r. był stypendystą rządu Jugosławii, a dwukrotnie, w 1971 i 1983 r., stypendystą Fundacji Kościuszkowskiej. W 1963 r. otrzymał nagrodę im. Bronisława Wojciecha Linkego. W 1985 r. otrzymał Nagrodę Miasta Krakowa a w  2004 roku Nagrodę Honorową Fundacji Sztuki Polskiej.  Za zasługi dla miasta Krakowa w 2010 roku został uhonorowany odznaką „Honoris Gratia”. Został pochowany w alei zasłużonych cmentarza Rakowickiego (kwatera: LXIX PASB-1-22)